# Кампорезе, Пьетро
Пьетро Кампорезе Старший (итал. Pietro Camporese il Vecchio; 1726, Рим — 1781, Рим) — итальянский архитектор, родоначальник большой семьи потомственных строителей, рисовальщиков и живописцев.
Он был первым представителем семьи архитекторов, которые работали в Риме в XVIII и XIX веках. Более известны его сыновья Джузеппе и Джулио, которые сотрудничали с отцом на различных работах, таких как строительство Rocca Abbaziale di Subiaco (аббатство на горе в Субьяко).
Пьетро Кампорезе Младший (1792—1873), сын Джулио Кампорезе и внук Пьетро Кампорезе Старшего, в 1831—1833 годах внёс свой вклад в восстановление базилики Сан-Паоло-фуори-ле-Мура в Риме после пожара, участвовал в других восстановительных и реставрационных работах. После провозглашения Королевства Италии в 1861 году он стал главой Технического управления муниципалитета Форли. После взятия Папской области итальянской армией в 1870 году Кампорезе Младший был избран муниципальным советником в Риме, где возглавил комиссию по изучению плана городского развития.
В 1754 году Пьетро Кампорезе Старший получил вторую премию в области архитектуры на «Конкурсе Клементино», объявленном Академией Святого Луки в Риме. Позднее он стал профессором той же академии. В 1772—1776 годах Кампорезе копировал росписи  гротесками Лоджий Рафаэля в Ватикане.
Его архитектурные сооружения типичны для работ римских архитекторов конца XVIII века, в период окончательного утверждения неоклассической архитектуры, представителями которой были два его сына. Пьетро Кампорезе Старший часто обращался к образцам позднего барокко, но обнаруживает явное влияние стиля Луиджи Ванвителли.